# Joseph Mukasa Zuza
Joseph Mukasa Zuza (* 2. Oktober 1955 in Malembo, Malawi; † 15. Januar 2015 bei Mzimba) war Bischof von Mzuzu.

## Leben
Joseph Mukasa Zuza studierte Theologie am Kachebere Major Seminary in Mchinji und empfing am 25. Juli 1982 das Sakrament der Priesterweihe für das Bistum Mzuzu.
Am 3. März 1995 ernannte ihn Papst Johannes Paul II. zum Bischof von Mzuzu. Der Apostolische Pro-Nuntius in Malawi, Erzbischof Giuseppe Leanza, spendete ihm am 6. Mai desselben Jahres die Bischofsweihe; Mitkonsekratoren waren der Bischof von Chikwawa, Felix Eugenio Mkhori, und der Bischof von Lilongwe, Tarcisius Gervazio Ziyaye.
Zuza war seit 2011 Präsident der Katholischen Bischofskonferenz von Malawi (Episcopal Conference of Malawi (ECM)). Er hatte zahlreiche weitere Ämter in der Vereinigung der Bischofskonferenzen Ostafrikas (AMECEA) inne. Er war Großkanzler der Catholic University of Malawi (CUNIMA).
Er engagierte sich für viele soziale und sozialökonomischen Fragen in seinem Heimatland und forderte zum Ausbau einer eigenen afrikanischen Kultur auf. Er war Teilnehmer der außerordentlichen Bischofssynode zur Familie in Rom im Oktober 2014.
Bischof Zuza kam im Januar 2015 bei einem Autounfall ums Leben.